# Acacia dictyocarpa
Acacia dictyocarpa é uma espécie de leguminosa do gênero Acacia, pertencente à família Fabaceae.